# Maroni, le territoire des ombres
Maroni, le territoire des ombres est une mini-série réalisée par Olivier Abbou et diffusée sur Arte à partir du 13 mai 2021. Elle constitue une saison 2 à Maroni, les fantômes du fleuve,.

## Synopsis
Chloé Bresson, gendarme affectée en Guyane retourne à Saint-Pierre-et-Miquelon pour les obsèques de sa mère, Gladys. Celle-ci commandait la brigade de gendarmerie de l'archipel et s'est suicidée sans laisser de motif.
Chloé a passé son enfance à Saint-Pierre. Elle a un frère, François, adulte déficient mental se comportant comme un enfant de sept ans et dont s'occupait sa mère avant sa mort. Elle retrouve un ancien camarade d'enfance, David, qui vit toujours avec sa mère, Marie Le Gall.
Juste après l'arrivée de Chloé, un jeune chef de bande, Alan, est retrouvé mort. Le nouveau commandant de la gendarmerie, Yann Legendre, accuse du meurtre François qui a eu une altercation avec la victime, peu avant sa mort. Chloé enquête pour chercher à disculper son frère.
Lorsque Chloé se trouve dans des situations difficiles, son coéquipier qu'elle a connu en Guyane, Joseph Dialo, qui a disparu mystérieusement, lui apparaît pour la conseiller et la soutenir mentalement,.

## Fiche technique
- Réalisation : Olivier Abbou
- Scénario : Aurélien Molas, Olivier Abbou, Angelo Cianci, Camille Lugan, Jean-Charles Paugam
- Costume : Frédéric Cambier
- Décors : David Bersanetti
- Photographie : Antoine Sanier
- Musique : Clément Tery
- Son : Jérôme Pougnant, Nicolas Tran Trong, Rémi Gauthier
- Chargé(e) de programme : Clémentine Bobin
- Montage : Benjamin Favreul
- Productrice : Aurélie Meimon
- Producteur : Noor Sadar
- Production : Frenchkiss Pictures, Arte France
- Nombre d'épisodes : 6
- Durée : 45 minutes
- Dates de première diffusion : 20 mai 2021 - 27 mai 2021
- Chaîne de diffusion en France : Arte
- Pays d'origine :  France

## Distribution
- Stéphane Caillard : Chloé Bresson
- Adama Niane : Joseph Dialo
- Soundos Mosbah : Shana Jones

- Axel Granberger : François Bresson
- Patricia Thibault : Gladys Bresson
- Samuel Jouy : Yann Legendre
- Brigitte Sy : Marie Le Gall
- Paul Hamy : David Le Gall
- Phénix Brossard : Josh Le Gall
- Inès Spiridonov : Zoé Newashish
- Valentine Cadic : Dolores
- Valmont Puren : Alan Fortin